# Cencoroll
《Cencoroll》（Senkorōru）是2009年的日本科幻動畫電影，由宇木敦哉編寫、設計、導演與動畫製作。動畫革命東京和Aniplex製作，於2009年7月28日於加拿大奇幻電影節首映，2009年8月22日在日本東京和大阪小規模上映。2009年9月25日在美國上映。作品的續集《Cencoroll 2》和《Cencoroll》組成了電影《Cencoroll Connect》，在2019年6月29日上映。而另一部續集《Cencoroll 3》已經獲准製作。

## 劇情
《Cencoroll》的故事背景是以日本北海道札幌為藍本的小鎮。鎮上出現許多巨大的、多數為白色的不定形生物。男高中生雨宮徹（下野紘配音）擁有一隻名為Cenco（Senko）的變形生物，並且能用心靈來控制它，他盡可能想保守這個祕密，但另一個學生小雪（花澤香菜配音）在學校裡遇見變成腳踏車的Cenco，並無意間戳了Cenco的眼睛，讓Cenco恢復原形。小雪對Cenco很感興趣，正當她打算進一步了解Cenco時，一名控制兩個生物的少年舒（木村良平配音）襲擊徹，目的是為了奪取他的Cenco。徹控制Cenco抵擋攻擊並保護小雪，在把舒控制的生物打得無法行動後，兩人和Cenco撤退了。當日稍晚，舒攔住小雪，逼她把約定再戰的訊息傳給徹。
次日，舒挾持小雪當人質，逼徹赴約對戰，他把小雪放在高樓邊緣。徹抵達高樓後救出了小雪，舒發動遠距離攻擊，斬斷Cenco一隻手臂。為了修復手臂，Cenco移除了徹的一隻手臂。舒帶著另一個更龐大的生物抵達戰場，Cenco把小雪吞進體內、並讓她和已在自己體內的徹相會。小雪把Cenco的控制權轉移到自己。舒控制龐大生物抓出徹之後吃了Cenco，但他沒料到Cenco體內還有小雪，導致那個龐大生物的控制權也被小雪奪走。龐大生物遭到軍隊的坦克砲擊，小雪控制生物保護自己，之後舒試圖從小雪手中奪回控制權，但他失敗了，小雪用Cenco變成的球棒打昏舒。之後，小雪讓Cenco變成徹的斷臂，而舒後來被另一個生物救走了。

## 製作
《Cencoroll》基於宇木敦哉創作的單篇漫畫《亞蒙遊戲》（日語：アモン・ゲーム），這部漫畫在2005年講談社舉辦的Afternoon四季漫畫賞的大獎。2006年，動畫革命東京發起一項贊助由獨立動畫師和小型工作室製作動畫的計畫，《Cencoroll》雀屏中選，成為首個被贊助的企劃。2007年，宇木將自行創作的短篇動畫《Cencoroll》發佈到網路上，由於受到好評，宇木決定開始製作片長30分鐘的《Cencoroll》電影，從劇本、設計、導演和製作幾乎一手包辦。《Cencoroll》是製作公司Aniplex首次支持一部幾乎由單人獨力製作動畫的企劃。最初這部作品的暫定標題是。
日本樂團supercell的Ryo負責製作電影的配樂，電影主題曲是〈Love & Roll〉，收錄於2009年8月12日發行的《你不知道的故事》。

## 發布
《Cencoroll》在2009年7月28日於加拿大奇幻電影節首映，配有英文字幕，2009年8月22日在日本東京和大阪小規模上映。2009年9月25日，《Cencoroll》在美國紐約漫畫展上映。在2009年3月的東京國際動畫博覽會上，發布了90秒的《Cencoroll》預告片，並在2009年7月至8月期間發布三則電視廣告。電影的DVD在2009年10月28日發行，分為限量版和普通版。

## 評價
動畫新聞網的賈斯汀·塞瓦基斯（Justin Sevakis）給《Cencoroll》很高的評價，他認為該作品極具視覺創意，並稱它具有「一種原始而直接的感覺」。《Cencoroll》在2009年札幌國際短篇電影祭獲得最優秀北海道作品賞，2009年獲得第13屆日本新媒體動漫藝術節動畫部門評審推薦獎。

## 外部連結
- 官方網站 （页面存档备份，存于） （日語）
- 互联网电影数据库（IMDb）上《Cencoroll》的资料（英文）
- Cencoroll（動畫）在動畫新聞網百科全書中的資料（英文）